# Roland Linz
Roland Linz (ur. 9 sierpnia 1981 w Leoben) – austriacki piłkarz grający na pozycji napastnika.

## Kariera klubowa
Linz piłkarską karierę zaczynał w klubie z rodzinnego miasta, o nazwie DSV Leoben. W wieku 15 lat wyjechał do Monachium, gdzie trafił do zespołu juniorów tamtejszego TSV 1860. W TSV 1860 Linz spędził 2 lata i po podszkoleniu się powrócił do swojego pierwotnego klubu z Leoben i w sezonie 1999/2000 zadebiutował w barwach tego klubu w drugiej lidze. Linz powoli był wprowadzany do zespołu i często wchodził na boisko z ławki rezerwowych i zdołał strzelić 6 bramek w 19 meczach ligowych, a jego drużyna była bliska awansu do pierwszej ligi, zajmując drugie miejsce i tracąc do mistrza drugiej ligi Admira Wacker Mödling 11 punktów. W kolejnym sezonie Linz był już pierwszoplanową postacią swojego zespołu. Zdobył 21 bramek będąc najlepszym strzelcem Leoben w sezonie, jednak jego drużyna zajęła dopiero 4. miejsce i znów nie potrafiła awansować do najwyższej klasy rozgrywkowej.
Linz wzbudził zainteresowanie klubów pierwszoligowych i trafił do jednej z najbardziej utytułowanych drużyn w kraju, Austrii Wiedeń. Już w pierwszym sezonie gry na Horr Stadion Linz zdobył 8 bramek dla swojego zespołu, a Austria zajęła 4. miejsce w lidze, premiowane startem w Pucharze UEFA. W sezonie 2002/2003 Linz jednak nie zawsze już wybiegał w podstawowym składzie Austrii. Co prawda Austria została po 10 latach ponownie mistrzem Austrii, ale Roland zdobył tylko 3 bramki w całym sezonie, dlatego też na sezon 2003/2004 został wypożyczony do słabszej drużyny, jaką była VfB Admira Wacker Mödling. Tam jednak odzyskał formę i był najlepszym strzelcem Admiry z 15 bramkami na koncie, a klub zajął 6. miejsce.
Linz nie powrócił jednak do stołecznego klubu, lecz został ponownie wypożyczony, tym razem do francuskiego OGC Nice. W klubie z Nicei początkowo grał w pierwszym składzie, ale z czasem z powodu zerowej skuteczności stracił je i po rundzie jesiennej (ostatecznie nie zdobył ani jednego gola w Ligue 1) Linz trafił na kolejne wypożyczenie, tym razem do Sturmu Graz. Po sezonie wrócił do Austrii Wiedeń i w 2006 mógł świętować swój drugi tytuł mistrza Austrii, a także zdobycie korony króla strzelców ligi (zdobył 15 goli).
Latem 2006 Linzowi skończył się kontrakt z Austrią i postanowił odejść z klubu. Wybór padł na portugalską Boavistę Porto, z którą to Linz podpisał 3-letni kontrakt. Pomógł jej w utrzymaniu w lidze i należał do najlepszych zawodników drużyny. Zdobył 10 bramek będąc najlepszym strzelcem zespołu. W 2007 roku odszedł do Sportingu Braga, dla którego strzelił 11 goli w sezonie 2007/2008 i awansował do Pucharu UEFA.
30 stycznia 2009 roku Linz został wypożyczony do Grasshoppers Zurych. Rozegrał tam do końca sezonu 16 ligowych spotkań, w których strzelił siedem bramek. Po powrocie do Bragi podpisał kontrakt z zespołem Gaziantepsporu. Zadebiutował tam 13 września w spotkaniu ligowym z Kasımpaşą. W Turcji był tylko rezerwowym i w lutym 2010 roku podpisał kontrakt z Austrią Wiedeń. Zadebiutował tam 13 lutego w spotkaniu ligowym z Kapfenberger SV. W swoim debiucie strzelił 2 gole i zaliczył 2 asysty, mecz zakończył się zwycięstwem Austrii 4:3.
| Sezon   | Klub                  | Kraj       | Rozgrywki          | Mecze | Bramki |
| ------- | --------------------- | ---------- | ------------------ | ----- | ------ |
| 1999/00 | DSV Leoben            | Austria    | Red Zac-Erste Liga | 19    | 6      |
| 2000/01 | DSV Leoben            | Austria    | Red Zac-Erste Liga | 34    | 21     |
| 2001/02 | Austria Wiedeń        | Austria    | Bundesliga         | 29    | 8      |
| 2002/03 | Austria Wiedeń        | Austria    | Bundesliga         | 21    | 3      |
| 2003/04 | Admira Wacker Mödling | Austria    | Bundesliga         | 31    | 15     |
| 2004/05 | OGC Nice              | Francja    | Ligue 1            | 15    | 0      |
| 2004/05 | Sturm Graz            | Austria    | Bundesliga         | 13    | 4      |
| 2005/06 | Austria Wiedeń        | Austria    | Bundesliga         | 29    | 15     |
| 2006/07 | Boavista Porto        | Portugalia | SuperLiga          | 28    | 10     |
| 2007/08 | SC Braga              | Portugalia | SuperLiga          | 27    | 11     |
| 2008/09 | SC Braga              | Portugalia | SuperLiga          | 6     | 0      |
| 2008/09 | Grasshoppers Zurych   | Szwajcaria | Axpo Super League  | 16    | 7      |
| 2009/10 | Gaziantepspor         | Turcja     | Süper Lig          | 5     | 0      |
| 2010/11 | Austria Wiedeń        | Austria    | Bundesliga         | 36    | 21     |
| 2011/12 | Austria Wiedeń        | Austria    | Bundesliga         | 28    | 12     |
| 2012/13 | Austria Wiedeń        | Austria    | Bundesliga         | 7     | 1      |
| 2013/14 | Muangthong United     | Tajlandia  | Premier League     | 4     | 1      |
| 2013/14 | CF Os Belenenses      | Portugalia | Primeira Liga      | 3     | 0      |

## Kariera reprezentacyjna
W reprezentacji Austrii Linz zadebiutował 22 marca 2002 w wygranym 2:0 meczu z reprezentacją Słowacji. Swoje premierowe bramki w kadrze Linz zdobył 3 września 2005 roku w Chorzowie, kiedy to Polska po meczu w ramach kwalifikacji do Mistrzostw Świata w Niemczech wygrała z Austrią 3:2, a Linz zdobył dla Austriaków oba gole. W 90. minucie tego meczu mógł zdobyć trzeciego, ale Arkadiusz Radomski wybił piłkę po jego strzale z linii bramkowej. W 2008 roku został powołany do kadry Austrii na Euro 2008. Na tym turnieju Austria, współgospodarz turnieju, nie zdołała wyjść z fazy grupowej.